# ドイツの挨拶
『ドイツの挨拶』（ドイツのあいさつ、独: Deutsche Grüße）作品191は、ヨーゼフ・シュトラウスが作曲したワルツである。『ドイツへの挨拶』とも。1866年1月28日に初演された。

## 作曲背景

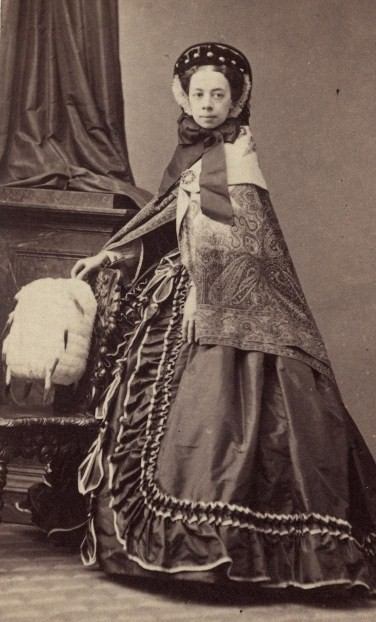
侯爵夫人パウリーネ・フォン・メッテルニヒ。

シュトラウス兄弟は1867年のパリ万博の期間中にパリで演奏を行おうとしていたため、パリ駐在のオーストリア大使リヒャルト・クレメンス・フォン・メッテルニヒ侯爵の夫人で、パリに大きな影響力を持っていたパウリーネ・フォン・メッテルニヒに曲を献呈しようと考えた。
1866年1月28日、王宮のレドゥーデンザールで工業協会によって舞踏会が催された。ヨハン・シュトラウス2世とヨーゼフ・シュトラウスは同日、この舞踏会のパトロンであるパウリーネに3つの曲を献呈した。そのうちの1つがこの『ドイツの挨拶』であった。
なお、シュトラウス兄弟はパウリーネの支援をとりつけることができたものの、結局パリで適当な会場を見つけることができず、ヨーゼフはシュトラウス楽団と共にウィーンに留まり、万博期間中には兄ヨハンが単身でパリに赴くこととなった。

## ニューイヤーコンサート
ウィーンフィル・ニューイヤーコンサートでは、1952年にクレメンス・クラウスの指揮でプログラムの冒頭1曲目で演奏されたが、ニューイヤーコンサートが初めて一般にレコード音源化されるのは2年後の1954年のことであったため、レコード音源化はされなかった。そのため、2015年にニューイヤーコンサート75周年記念としてリリースされた全集『ニューイヤー・コンサート・コンプリート・ワークス』には、ウィーン・フィルのコンサートマスターの一人でもあるライナー・ホーネックの第1ヴァイオリン・指揮で音楽学者ミヒャエル・ロートの室内楽アンサンブル編曲版によって新たに録音・演奏されたものが収録された。

## 関連作品
- ワルツ『ウィーンのボンボン』 - ヨハン2世の献呈作品。作品番号は307。
- ポルカ・マズルカ『パウリーネ』 - ヨーゼフのもう1つの献呈作品。作品番号は190a。